# Pfaffenberg (Gemeinde Obervellach)
Pfaffenberg ist eine Katastralgemeinde und eine Ortschaft in der Marktgemeinde Obervellach in Österreich.

## Katastralgemeinde Pfaffenberg
Die Katastralgemeinde Pfaffenberg ist die flächenmäßig größte in der Marktgemeinde Obervellach und nimmt den gesamten Ostteil des Gemeindegebietes ein. Die Katastralgemeinde umfasst die Ortschaften Kaponig, Pfaffenberg, Stallhofen, Leutschach, Untergratschach, Obergratschach und Stampf. In der Ortschaft Stallhofen befindet sich die 1476 fertiggestellte Wallfahrtskirche Maria Tax.

## Ortschaft Pfaffenberg
Die Ortschaft Pfaffenberg ist eine Streusiedlung mit 56 Einwohnern (Stand 1. Jänner 2024) auf dem gleichnamigen südwestseitigen Berghang über dem Mölltal, in der großteils noch Landwirtschaft (vorwiegend Rind- und Schafhaltung) betrieben wird. Es gibt eine Agrargemeinschaft-Nachbarschaft Pfaffenberg, mehrere Bringungs-/Güterweggemeinschaften, eine Kraftwerksgemeinschaft sowie einen Brauchtumsverein „Die Pfaffenberger“.
Pfaffenberg gliedert sich durch Gräben in drei Teile:
- Der östliche Teil zwischen dem Zwenberggraben und dem Schlossgraben wird von den Pfaffenbergern „Klabåch“ (Klarbach), gemeindeamtlich „Pfaffenberg-Ost“ genannt.
- Der mittlere Teil – unter der Tauernbahnstrecke zwischen Schlossgraben und Lindischgraben gelegen – wird „Mitterberg“ amtlich „Pfaffenberg-Mitte“ genannt.
- Der mittlere und westliche Teil zwischen Schlossgraben und Kaponiggraben oberhalb der Tauernbahn wird als „Groaßbåch“ (Großbach), amtlich „Pfaffenberg-West“ bezeichnet.[2]

Die vier größten Bäche am und um den Pfaffenberg sind der Kaponigbach ganz im Westen, der Lindischgrabenbach, der Gratschacherbach und der Zwenbergbach im Osten.
Die Tauernbahn führt etwa 5 km am Pfaffenberg entlang. Mit mehreren Kunstbauten zählt die Streckenführung über den Pfaffenberg zu den interessantesten des Eisenbahnbaus. Seit dem zweigleisigen Ausbau der Tauernstrecke wird das Erscheinungsbild des Pfaffenbergs unter anderem von der Falkensteinbrücke geprägt.
Das größte gesellschaftliche Ereignis am Pfaffenberg ist der Pfaffenberger Kirchtag am zweiten Sonntag im Oktober jeden Jahres bei der Johanneskirche (Oberfalkenstein).

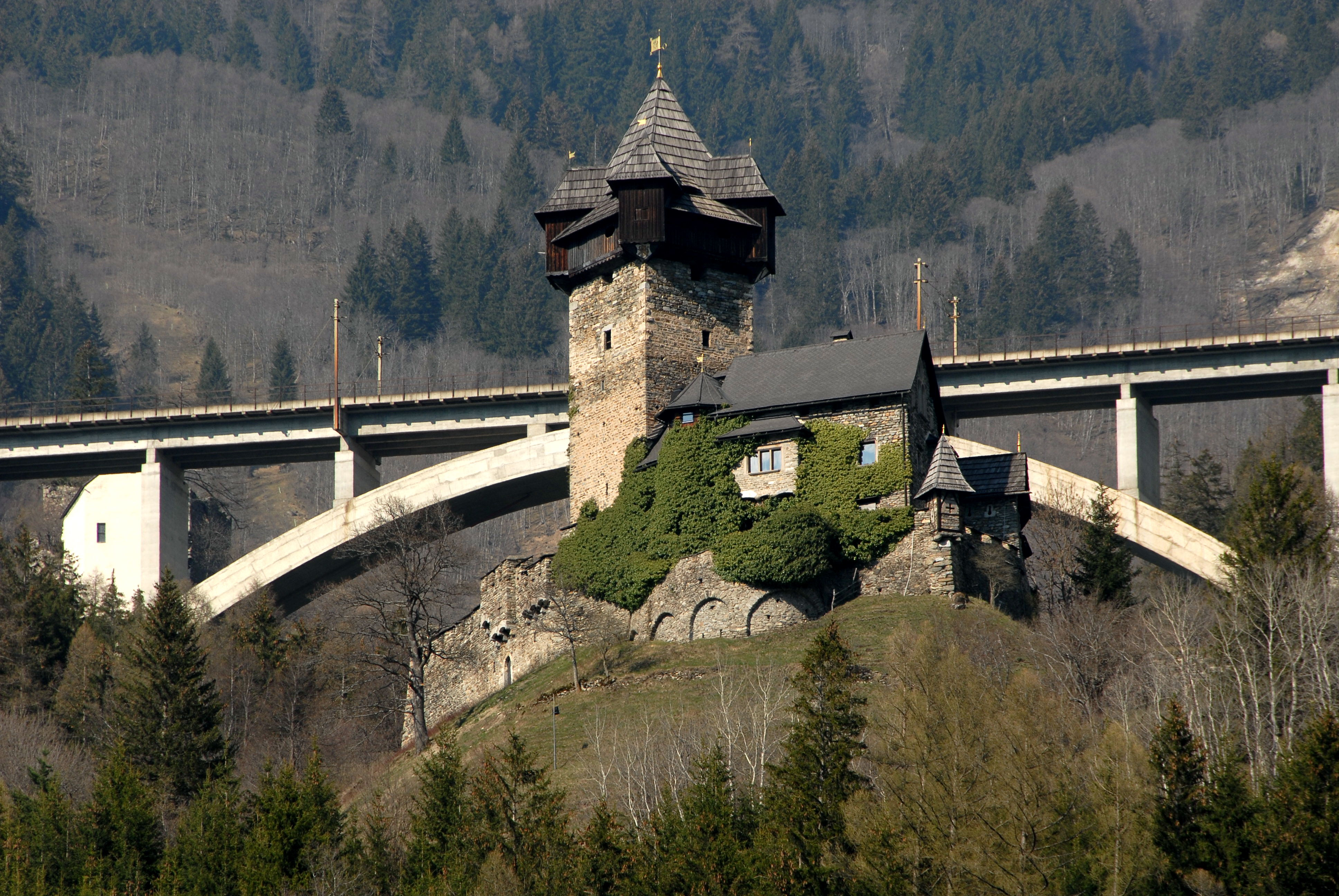
Burg Falkenstein

Die Burg Falkenstein sowie die Ruine Oberfalkenstein befinden sich ebenfalls am Pfaffenberg. 
Die Pfaffenberger Almen mit den Pfaffenberger Seen im hinteren Kaponigtal wurden 2005 in den Nationalpark Hohe Tauern eingegliedert. Über dem Pfaffenberg ragen die Triestenspitze mit 2929 m ü. A. und das Gröneck mit 2691 m ü. A. auf, Gipfel der Reißeckgruppe in den Hohen Tauern.

## Sagen
Um Pfaffenberg ranken sich einige Geschichten und Sagen:
- Der Bär vom Pfaffenberg (Kärntner Sagenbuch, Mölltaler Gschichten, Das Buch der Alpensagen)
- Der Totenkopf Much vom Pfaffenberg (Obervellach Lesebuch)
- Die Heuzieher vom Pfaffenberg  (Kärntner Sagenbuch)
- Die Gräfin von der Falkenstein (Kärntner Sagenbuch)